# ألكي (أنجيليكي) زاي
أنجيليكي (أَلْكي) زاي  (باليونانية: Άλκη Ζέη)‏ هي واحدة من أهمّ كُتّاب أدب الأطفال في اليونان. لقد ارتبط اسمها بتاريخ اليونان الحديث. حازت عام 2010 على جائزة أكاديمية أثينا تقديراً لمُجمَل عَملها. لقد تُرْجِمَ عدد من كتبها إلى عشرين لغة منها العربيّة.

## السيرة الذاتية
وُلِدَت زاي في أثينا عام 1925. والدها زينون زاي كان يعمل موظّفاً في مصرف. هو نشأ في جزيرة كريت لكنّ أصله من جزيرة أنذروس.
كانت والدتها من جزيرة ساموس، لكنّها أمضت طفولتها في مدينة إزمير. أمضت ألكي طفولتها مع أختها الكبرى في جزيرة ساموس بينما كانت أمّها تتعالج في عيادة في بارنثيا من مرض السلّ.
عام 1937، عادت إلى أثينا حيث درست في مدرسة خاصّة تعرّفت فيها على صديقتها كاتبة أدب الأطفال المشهورة جورج ساري (1925- 2012). في تلك الفترة تزوّج خالها أفلاطون سوتيريو الكاتبة المشهورة ذيذو سوتيريو التي ساعدت ألكي على الكتابة.
بدأت ألكي الكتابة عندما كانت تلميذة وكان عملها الأوّل مسرحيّة للأطفال.

### الاحتلال والمنفى
أثناء احتلال اليونان من قبل الألمان (1941- 1944) شاركت زاي في منظّمة شبابيّة ضدّ الألمان. في الفترة نفسها درست فلسفة المسرح في جامعة أثينا والتمثيل في «المعهد الموسيقيّ الوطنيّ».
في عام 1943 تعرّفت على الكاتب المسرحيّ يورغوس سيباستيكوغلو (1913- 1991) الذي تزوّجها بعد سنتين. في عام 1948، بعد هزيمة اليساريّين في الحرب الأهليّة اليونانيّة لجأ زوجها اليساريّ إلى طشقند. حاولت زاي اللحاق به لكنّها اعتقلت ونُفيَت إلى جزيرة خيوس بسبب معتقداتها السياسيّة.
بعد ستّ سنوات نجحت في الوصول إلى زوجها في طشقند وولدت طفليهما إيريني وبطرس. عام 1957 انتقلت العائلة إلى موسكو حيث درست زاي أيضاً كتابة السيناريو في معهد موسكو للأفلام.
عام 1964 عادت زاي مع عائلتها إلى اليونان لكن عام 1967 عندما حكم اليونان المجلس العسكريّ ذهبت العائلة إلى باريس حتّى سقوط الديكتاتوريّة.
خلال إقامتها في الاتّحاد السوفياتي استمرّت بكتابة القصص القصيرة للأطفال. عام 1963 كتبت عملها الروائيّ الأوّل وهو سيرة ذاتيّة بعنوان «النمر في الواجهة» الذي ترجمته الكاتبة هدى بركات إلى العربيّة (القاهرة، دار دنيا الأطفال، 1969). هذا الكتاب يُعتَبَرُ محطّة في مسيرة أدب الأطفال اليونانيّ وخاصّة لأنّ فيه إشارات سياسيّة إلى حكم يوانيس ميتاكساس الديكتاتوريّ (1936- 1941).
في عام 1971، بينما كانت في المنفى الباريسيّ كتبت «مسيرة بطرس العظيمة» التي تتحدّث فيها عن احتلال الألمان والتحرُّر منهم. المهمّ في أعمالها التاريخيّة ليس سرد الأحداث بل أنّها معجونة بعناصر سيريّة من أبطالها.

#### مؤلّفاتها
- النمر في الواجهة (1963)
- قرب السِكّة (1966)
- مسيرة بطرس العظيمة (1971)
- الخال أفلاطون (1975)
- ذات أحد من نيسان (1978)
- حذاء هنيبعل (1979)
- الشمسيّة البنفسجيّة (1989)
- الجدّ الكاذب (1992)
- كونستانتينا وعناكبها (2002)
- كم ستعيشين بعدُ يا جدّة؟ (2017)
- روايتان للكبار:
  - خطيبة أخيل (1987)
  - بقلم رصاص فابر رقم اثنان (2013)

## روابط خارجية
- ألكي (أنجيليكي) زاي على موقع IMDb (الإنجليزية)